# Elephantomyia (Elephantomyia) angustissima
Elephantomyia (Elephantomyia) angustissima is een tweevleugelige uit de familie steltmuggen (Limoniidae). De soort komt voor in het Neotropisch gebied.